# Hassi Ben Okba
Hassi Ben Okba è un comune dell'Algeria, situato nella provincia di Orano.